# Municipio de Winchester (Ohio)
El municipio de Winchester (en inglés: Winchester Township) es un municipio ubicado en el condado de Adams en el estado estadounidense de Ohio. En el año 2010 tenía una población de 2208 habitantes y una densidad poblacional de 26,07 personas por km².

## Geografía
El municipio de Winchester se encuentra ubicado en las coordenadas 38°57′58″N 83°38′19″O / 38.96611, -83.63861. Según la Oficina del Censo de los Estados Unidos, el municipio tiene una superficie total de 84.68 km², de la cual 84,62 km² corresponden a tierra firme y (0,07 %) 0,06 km² es agua.

## Demografía
Según el censo de 2010, había 2208 personas residiendo en el municipio de Winchester. La densidad de población era de 26,07 hab./km². De los 2208 habitantes, el municipio de Winchester estaba compuesto por el 98,6 % blancos, el 0,14 % eran afroamericanos, el 0,32 % eran amerindios, el 0,18 % eran de otras razas y el 0,77 % eran de una mezcla de razas. Del total de la población el 0,91 % eran hispanos o latinos de cualquier raza.